# آئین دوربان
آئین دوربان (به فرانسوی: Ain Dorbane) یک منطقهٔ مسکونی در مراکش است که در شاویه وردیغه واقع شده‌است.

## خصوصیات
آئین دوربان ۱۳٬۰۷۴ نفر جمعیت دارد.